# Беляев, Александр Филиппович
Александр Филиппович Беляев (1908—1943) — советский военнослужащий, участник Великой Отечественной войны, Герой Советского Союза, начальник штаба, исполняющий обязанности командира 41-й гвардейской стрелковой дивизии (68-й стрелковый корпус, 57-я армия, Степной фронт), гвардии полковник.

## Биография
Родился 14 (27) августа 1908 года в селе Малые Яльчики Алькеевской волости Тетюшского уезда (ныне село Яльчики Яльчикского района Чувашской республики) в крестьянской семье. По национальности — чуваш. В 1920 году после окончания родной школы поступил на подготовительное отделение в Симбирский чувашский педагогический техникум. В 1924 году перешёл на основное отделение педагогического техникума. В 1928 году закончил учёбу и уехал в Сибирь. Получил назначение и стал работать директором школы 1 ступени в чувашской деревне Оселки в Бачатском р-не Новосибирской обл. (ныне в Прокопьевском р-не Кемеровской области).
В ноябре 1929 года в связи с конфликтом на КВЖД прошёл добровольный призыв в ряды Красной Армии. Службу проходил на Дальнем Востоке в 4-м Краснознаменном Волочаевском полку в городе Хабаровск. Был награждён значком «Отличного стрелка». В конце 1930 года демобилизовался и работал нормировщиком котельного цеха на Кузнецком металлургическом комбинате.
В апреле 1932 году был вновь призван в ряды РККА и зачислен в кадровый состав. Проходил службу в Канске, Ленинск-Кузнецком, Кемерово. С июля 1940 г. в звании капитана стал слушателем Краснознаменной и ордена Ленина Военной академии им. М. В. Фрунзе, которую окончил в 1941 году. После начала Великой Отечественной войны прошёл ускоренный выпуск в академии и с 1 октября 1941 г. стал начальником штаба 23 воздушно-десантной бригады 10 воздушно-десантного корпуса. До мая 1942 г. бригада проходила формирование и обучение в Подмосковье и в Саратовской области (Красный Яр).
В боевых действиях участвовал с мая 1942 года. Весь боевой путь прошёл в составе одной части — в 10-м воздушно-десантном корпусе, преобразованном в августе 1942 года в 41-ю гвардейскую стрелковую дивизию.
К лету 1943 года гвардии майор Беляев был начальником штаба дивизии, а с 10 сентября назначен исполняющим обязанности командира дивизии. Особо отличился в боях за освобождение Левобережной Украины и при форсировании реки Днепр.
В наступательных боях 10-25 сентября 1943 года дивизия под командованием гвардии подполковника А.Ф. Беляева освободила 28 населенных пунктов и вышла на берег реки Днепр. В ночь на 26 сентября части дивизии форсировали реку и закрепилась на плацдарме. Начались ожесточенные бои Только 28 сентября бойцы дивизии отбили 8 контратак немецких войск. При выполнении боевой задачи гвардии подполковник А.Ф. Беляев показывал пример мужества и отваги. 3 ноября был представлен к присвоению звания Героя Советского Союза.
Но получить Звезду Героя при жизни ему не удалось. Гвардии полковник А.Ф. Беляев погиб во время боя 11 декабря 1943 года в районе села Верблюжка Кировоградской области (Украина). Похоронен в селе Верблюжка Новгородковского района Кировоградской области.
Указом Президиума Верховного Совета СССР от 20 декабря 1943 года за мужество, проявленное при форсировании Днепра, гвардии полковнику Беляеву Александру Филипповичу присвоено звание Героя Советского Союза.

## Награды
- Герой Советского Союза
- два ордена Ленина
- Орден Красного Знамени
- Орден Красной Звезды
- Медаль «За оборону Сталинграда».

## Память
- Именем А. Ф. Беляева названы школа и улица в селе Яльчики. На школе и на одном из домов по улице А. Ф. Беляева установлены мемориальные доски, на мемориале погибшим землякам — бюст.
- Именем А. Ф. Беляева названа улица в селе Верблюжка Новгородковского района Кировоградской обл. Украины.